# جريمة ضد الفرد
جرائم الاعتداء على الأشخاص هي تلك الجرائم التي تنال بالاعتداء أو تهدد بالخطر الحقوق اللصيقة بالإنسان. ومن بين هذه الحقوق ما يمثل أهم حقوق الفرد في المجتمع على الإطلاق وهو الحق في الحياة، إذ إن جميع الحقوق الأخرى تنبني على هذا الحق، فتنشأ بوجوده وتزول بفناء الإنسان.
المصلحة القانونية التي تتعلق بالحفاظ علي الحرية الشخصية. تحديد هذه المصلحة يؤدي إلى إخضاع جميع الجرائم التي ترتكب ضد الحرية الشخصية إلى فئة واحدة من الجرائم.

## أقسام الجرائم التي تقع على الأشخاص
وتنقسم الجرائم التي تقع على الأشخاص إلى عدة أقسام:
- فمنها ما يمثل اعتداء على حياة الإنسان.
- ومنها ما يصيب سلامة جسم الإنسان وبعضها يمثل اعتداء على الجنين داخل رحم أمه فتتوافر جريمة الإجهاض.
- ومنها ما يمس عرض الإنسان وحياءه.[1]
- ومنها ما يصيب الحق في الشرف والاعتبار كالقذف والسب.

وأمثلة لأنواع هذه الجرائم:
- ــ جرائم القتل
- ــ جرائم الضرب والجرح وإعطاء المواد الضارة
- ــ جرائم الاعتداء على العرض كالاغتصاب وهتك العرض والزنا.
- ــ جرائم الاعتداء على الشرف والاعتبار كالفعل الفاضح.[2]

## القصـد الجنائي
القصد الجنائي هو أخطر صور الركن المعنوي، ذلك أن الجريمة تمثل عدوانا على المجتمع يكتمل عندما تكون جميع العناصر المادية للجريمة مرتكبة عن عمد.

### عناصر القصد الجنائي
القصد الجنائي: هو علم الجاني بعناصر الجريمة وإرادته متجهة إلى تحقيق هذه العناصر أو إلى قبولها. يتبين من تعريف القصد الجنائي أنه ينهض على عنصرين:
- الأول: العلم بعناصر الجريمة: يجب أن يحيط الجاني بجميع الوقائع ذات الأهمية القانونية في تكوين الجريمة. وعلى ذلك يجب أن يعلم الجاني بعناصر الركن المادي ومحل الاعتداء في جريمة القتل.
- والثاني إرادة تحقيق هذه العناصر.[3]

## تعريف سبق الإصرار
سبق الإصرار هي حالة قائمة بنفس الجاني وملازمة له. وقد عرف الشارع سبق الإصرار بأنه: {هو القصد المصمم عليه قبل الفعل لارتكاب جنحة أو جناية يكون غرض المصر منها إيذاء شخص معين أو أي شخص غير معين وجده أو صادفه سواء كان ذلك القصد معلقا على حدوث أمر أو موقوفا على شرط}.

### عناصر سبق الإصرار
يقوم سبق الإصرار على عنصرين: عنصر زمني وعنصر نفسي.
- أولاً - العنصر الزمني:

يقصد بالعنصر الزمني: الوقت الذي استغرقه الجاني في التروي والتفكير قبل ارتكاب الجريمة.
- ثانياً - العنصر النفسي:

ليست العبرة للقول بتوافر سبق الإصرار بمضي الزمن بين التصميم على الجريمة ووقوعها بل العبرة هي بما يقع في ذلك الزمن من التفكير والتدبير، ويعني العنصر النفسي التفكير الهادئ والتروي قبل ارتكاب الجريمة.

## المملكة المتحدة

### إنجلترا وويلز

#### جرائم القتل
في القسم 2 (2) من الإصلاح القانوني (حسب السنة واليوم) لعام 1996، «الجرم أو الفعل المميت» يعني:
- القتل والقتل غير العمد، أو أي جريمة بها من العناصر التي تسبب وفاة الشخص[4]

## وصلات خارجية
- "Bronitt" (PDF). مؤرشف من الأصل (PDF) في 2011-06-11. اطلع عليه بتاريخ 2008-10-16. A textbook on offences against the person.